# UAE (emulator)
UAE är en emulator som gör det möjligt att köra program för hemdatorn Amiga på en modern PC. Vad UAE står för är omdiskuterat, två vanliga uttydningar är Ultimate Amiga Emulator och Ubiquitous Amiga Emulator. Den ursprungliga betydelsen skall emellertid ha varit det självironiska Unusable Amiga Emulator, med anledning av initiala problem.
UAE är numera det mest spridda emuleringsprogrammet för Amiga och finns för de flesta av dagens operativsystem, såsom Windows, Mac och olika Unix/Linux-versioner.